# Рогачов Сергій Іванович
Сергій Рогачов (рум. Serghei Rogaciov, нар. 20 травня 1977, Глодяни) — молдовський футболіст, що грав на позиції нападника. По завершенні ігрової кар'єри — тренер.
Виступав, зокрема, за клуби «Зоря» (Бєльці), «Шериф» та «Сатурн» (Раменське), а також національну збірну Молдови.

## Клубна кар'єра
Народився 20 травня 1977 року в місті Глодяни.
У дорослому футболі дебютував 1993 року виступами за команду «Кристалул Фалешть», в якій того року взяв участь у 12 матчах чемпіонату. 
Своєю грою за цю команду привернув увагу представників тренерського штабу клубу «Зоря» (Бєльці), до складу якого приєднався 1994 року. Відіграв за клуб з Бєльців наступні три сезони своєї ігрової кар'єри. Більшість часу, проведеного у складі молдовської «Зорі», був основним гравцем атакувальної ланки команди. У складі молдовської «Зорі» був одним з головних бомбардирів команди, маючи середню результативність на рівні 0,85 гола за гру першості.
Згодом з 1997 по 1998 рік грав у складі команд «Тирасполь» та «Зоря» (Бєльці).
У 1998 році уклав контракт з клубом «Шериф», у складі якого провів наступні два роки своєї кар'єри гравця. 
З 2000 року п'ять сезонів захищав кольори клубу «Сатурн» (Раменське). Граючи у складі «Сатурна» також здебільшого виходив на поле в основному складі команди.
Протягом 2006—2009 років захищав кольори клубів «Актобе», «Урал», «Зоря» (Бєльці) та «Восток».
Завершив ігрову кар'єру у команді «Динамо» (Санкт-Петербург), за яку виступав протягом 2010 року.

## Виступи за збірну
У 1996 році дебютував в офіційних матчах у складі національної збірної Молдови.
Загалом протягом кар'єри в національній команді, яка тривала 12 років, провів у її формі 52 матчі, забивши 9 голів.

## Кар'єра тренера
Розпочав тренерську кар'єру невдовзі по завершенні кар'єри гравця, 2013 року, очоливши тренерський штаб клубу «Зоря» (Бєльці). Наразі досвід тренерської роботи обмежується цим клубом.

## Титули і досягнення
- Найкращий бомбардир чемпіонату Молдови (3): 1996-1997 (35), 1998-1999 (21), 1999-2000 (20)
- Футболіст року в Молдові (2): 1996, 2001